# 拉居皮
拉居皮（法語：Lagupie，法語發音：[laɡupi]）是法国洛特-加龙省的一个市镇，属于马尔芒德区。

## 地名
“拉居皮”（Lagupie）一名来自从此地流过的居皮河。

## 地理
拉居皮（44°33'23"N, 0°6'53"E）面积8.69 平方千米，位于法国新阿基坦大区洛特-加龍省，该省份为法国西南部内陆省份，北起多爾多涅省，西接吉倫特省和朗德省，南至热尔省，东临塔恩-加龙省和洛特省。
与拉居皮接壤的市镇（或旧市镇、城区）包括：圣维维安-德蒙塞居尔、圣米歇尔-德拉皮雅德、居皮河畔卡斯泰尔诺、圣巴泽耶、小圣马丹。
拉居皮的时区为UTC+01:00、UTC+02:00（夏令时）。

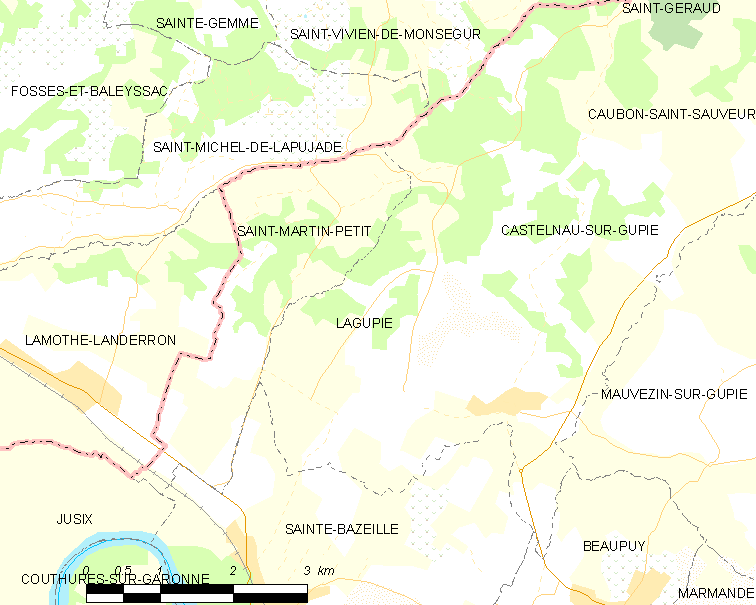
拉居皮的OSM定位图

## 行政
拉居皮的邮政编码为47180，INSEE市镇编码为47131。

## 政治
拉居皮所属的省级选区为吉耶讷山丘县。

## 人口

1962-2008年间拉居皮人口变化图示

拉居皮于2022年1月1日时的人口数量为686人。